# Milatkoviće
Milatkoviće (Servisch cyrillisch Милатковиће) is een plaats in de Servische gemeente  Raška. De plaats telt 161 inwoners (2002).